# Kościół Wniebowzięcia Najświętszej Maryi Panny w Olesznie
Kościół Wniebowzięcia Najświętszej Maryi Panny – rzymskokatolicki kościół parafialny należący do dekanatu włoszczowskiego diecezji kieleckiej.
Na początku XVII wieku zostały założone fundamenty nowej świątyni, jej budowa została zakończona w 1680 roku, konsekrowana została w 1685 roku przez biskupa Władysława Silnickiego, biskupa pomocniczego wileńskiego. Po zniszczeniu przez pożar w 1732 roku świątynia została odbudowana, następnie była odnawiana i restaurowana po drugiej wojnie światowej, wymalowano ją w latach 1963-1964. 
Budowla jest murowana, wzniesiona w stylu wczesnobarokowym, nawa została wzniesiona na planie  prostokąta i posiada dwa przęsła, prezbiterium jest węższe, posiada jedno przęsło, zamyka je półkolista apsyda. Ołtarze reprezentują styl wczesnobarokowy, w głównym ołtarzu znajduje się słynący łaskami obraz Matki Bożej z Dzieciątkiem, przeniesiony z Chotowa do Oleszna w 1680 roku. Obraz został ozdobiony koronami przed 1833 rokiem, ale w nocy z 20 na 21 lipca 1983 roku zostały one skradzione, ponownie obraz został koronowany przez biskupa Stanisława Szymeckiego w dniu 11 lipca 1985 roku. Aktualnie kościół stanowi lokalne Sanktuarium Matki Oleszyńskiej. Organy zostały gruntownie wyremontowane w 1956 roku.